# Morten Fink-Jensen
Morten Fink-Jensen (født d. 23. marts 1969) er en dansk historiker, uddannet cand.mag. i historie 1997 og ph.d. i historie 2002, begge grader fra Københavns Universitet. Havde i perioden 2003-2013 forskellige forskeransættelser ved Københavns Universitet, Roskilde Universitet, Aarhus Universitet og Det Kongelige Bibliotek. Siden 2014 lektor i universitets- og videnskabshistorie ved Saxo-instituttet på Københavns Universitet. Forsker i temaer inden for lærdomshistorie, kulturhistorie og kirkehistorie, primært i perioden 1500-1800. Sideløbende med forskningen virker Morten Fink-Jensen som historieformidler gennem bidrag til bøger, ved foredrag samt i radio og tv.
I 2009 blev hans bog Når det regner på præsten, som han har skrevet sammen med Charlotte Appel nomineret til Årets historiske bog, der uddeles af Dansk Historisk Fællesråd.
I 2016 vandt Dansk Skolehistorie, som han er medforfatter til, prisen for Årets historiske bog 2015.
I 2017 medvirkede han i Historien om Danmark på DR.
Han er bror til forfatteren Jens Fink-Jensen.

## Bogudgivelser
- Fundats og ordinans for Københavns Universitet 1539 - The Foundation and Regulations of the University of Copenhagen 1539. Udgivet med indledning og noter af Morten Fink-Jensen. Dansk oversættelse ved Niels W. Bruun. Engelsk oversættelse ved Peter Fisher. Latinsk tekstudgave ved Morten Fink-Jensen og Finn Gredal Jensen. Gads Forlag, 2020.
- Den danske reformation. Aarhus Universitetsforlag, 2020.
- Reformation i två riken. Reformationens historia och historiografi i Sverige och Danmark (redigeret sammen med Kajsa Brilkman og Hanne Sanders. Makadam Förlag, 2019.
- Historien om Danmark. Reformation, enevælde og demokrati (sammen med Jes Fabricius Møller og Niels Wium Olesen). Gads Forlag, 2017
- 50 Begivenheder. Højdepunkter i verdenshistorien (redigeret sammen med Bertel Nygaard). Aarhus Universitetsforlag, 2017
- Da læreren holdt skole. Tiden før 1780. Dansk Skolehistorie bind 1 (sammen med Charlotte Appel). Aarhus Universitetsforlag, 2013
- Religious Reading in the Lutheran North. Studies in Early Modern Scandinavian Book Culture (edited with Charlotte Appel). Cambridge Scholars Publishing, 2011
- Når det regner på præsten. En kulturhistorie om sognepræster og sognefolk 1550-1750 (sammen med Charlotte Appel). Hovedland, 2009
- Fornuften under troens lydighed. Naturfilosofi, medicin og teologi i Danmark 1536-1636. Museum Tusculanums Forlag, 2004

## Udvalgte artikler og bogbidrag
- Reformation across the North Sea: Early Protestant Connections Between Denmark, England and Scotland. I James E. Kelly, Henning Laugerud og Salvador Ryan (red.): Northern European Reformations.Transnational Perspectives. London: Palgrave Macmillan, 2020, s 115-136.
- Education, Humanism, and the Reformation in Denmark. I Camilla Horster & Marianne Pade (red.): Cultural Encounter and Identity in the Neo-Latin World. Rom: Edizioni Quasar, 2020, s. 139-153.
- Collaboration and Competition. The Universities of Copenhagen and Rostock c.1500-1650. I Heinrich Holze & Kristin Skottki (red.): Verknüpfung des neues Glaubens. Die Rostocker Reformationsgeschichte in ihren translokalen Bezügen. Göttingen: Vandenhoeck & Ruprecht, 2020, s. 251-281.
- Reformationsbegrebet i dansk kirkehistorie og historieforskning. I Kajsa Brilkman, Morten Fink-Jensen og Hanne Sanders (red.): Reformation i två riken. Reformationens historia och historiografi i Sverige och Danmark. Göteborg: Makadam Förlag, 2019, s. 81-127.
- Latinskoler, universitet og vidensskabssyn. I Ole Høris og Per Ingesman (red.): Reformationen. 1500-tallets kulturrevolution, bind 1-2. Aarhus: Aarhus Universitetsforlag, 2017, bd. 2, s. 285-302.
- Kristendom, skole og pædagogik i Danmark før 1700. I Niels Henrik Gregersen og Carsten Bach-Nielsen (red.): Reformationen i dansk kirke og kultur 1517-2017, bind 1-3. Odense: Syddansk Universitetsforlag, 2017, bd. 1, s. 369-389.
- The Word of God and the Book of Nature: Lutheran natural philosophy and medicine in early-seventeenth-century Denmark and Norway. I Ole Peter Grell og Andrew Cunningham (red.): Medicine, Natural Philosophy and Religion in Post-Reformation Scandinavia. London: Routledge (2016), s. 82-99.
- Hallgrímur Pétursson og det religiøse miljø i 1600-tallets Danmark. I Torfi K. Stefánsson Hjaltalín (red.): Hallgrímur Pétursson. Safn ritgerda í tilefni 400 ára afmælis hans. Reykjavik: Flateyjárutgáfan (2015), s. 11-25.
- Døden. I Poul Duedahl og Ulrik Langen (red.): Nattens gerninger. København: Gads Forlag (2015), s. 214-225.

- Thomas Bartholin and the Anatomy House in Copenhagen. I Niels W. Bruun (red.): Thomas Bartholin. The Anatomy House in Copenhagen. Translated by Peter Fisher and with an Introduction by Morten Fink-Jensen. København: Museum Tusculanum Press (2015), s. 9-31.
- Basedow på dansk. En 200-årig misforståelse i pædagogikkens historie. Fund og Forskning, bd. 51 (2012), s. 181-188.
- Tycho Brahes supernova i 1572 set med samtidens øjne. Religiøse og astronomiske tolkninger hos Georg Busch og Rasmus Hansen Reravius. Fund og Forskning, bd. 49 (2010), s. 57-82.
- Kampen om den indviede jord. Perspektiver på begravelsespraksis i 1600-tallet. I Arne Bugge Amundsen og Henning Laugerud (red.): Religiøs tro og praksis i den dansk-norske helstat fra reformasjonen til opplysningstid ca. 1500-1814. Bergen: Institutt for lingvistiske, litterære og estetiske studier (2010), s. 121-141
- Op til Zions glædesskare. Soning, omvendelse og henrettelse. Om Struensee og andre dødsdømte i Christian 7.s København. Historiske Meddelelser om København (2007-2008), s. 95-122.
- Astronomien, astrologien og bibelen hos Tycho Brahe. I Poul Grinder-Hansen (red.): Tycho Brahes verden, København: Nationalmuseet (2006), s. 167-177.
- Medicine, Natural Philosophy, and the Influence of Melanchthon in Reformation Denmark and Norway. Bulletin of the History of Medicine, vol. 80 (2006), s. 439-464.
- Enevældens ensomme fortrop. Christoffer Dybvads systemkritik under Christian 4. I Morten Petersen (red.): Oprørere. Skæbnefortællinger om danmarkshistoriens tolv største rebeller, København: Aschehoug (2006), s. 37-62.
- Præsterne og trolddommen. I Gregers Dirckinck-Holmfeld (red.): Christian 4.s København, København: Politikens Forlag (2006), s. 92-100.
- De lærde Dybvader. Bogtryk og samfundskritik i det 16. og 17. århundrede. Fund og Forskning, bd. 44 (2005), s. 63-106.
- Naturfilosofi og gudstro [og] Caspar Bartholin den Ældre. I Helge Kragh (red.): Dansk Videnskabs Historie, bd. 1. Fra Middelalderlærdom til Den Nye Videnskab, 1000-1730, Århus: Århus Universitetsforlag (2005), s. 101-123 og 123-128.
- Anatomi for læger og teologer. Om det dobbelte formål med undervisningen i anatomi ved Københavns Universitet efter reformationen i 1536, samt spørgsmålet om de offentlige dissektioners indførelse. Bibliotek for Læger, årgang 195, nr. 4 (2003), s. 308-320.
- Forskningen og forsynet. Religion og videnskab i det efterreformatoriske Danmark. Fortid & Nutid, nr. 4 (2003), s. 263-282.
- Paracelsus og Danmark. Medicin og teologi i 1500- og 1600-tallet. I Charlotte Appel, Peter Henningsen og Nils Hybel (red.): Mentalitet og historie. Om fortidige forestillingsverdener, Ebeltoft: Skippershoved (2002), s. 95-118.
- Før videnskaben blev videnskab, eller videnskabens sekularisering 1500-1800. I Hanne Sanders (red.): Mellem Gud og Djævelen. Religiøse og magiske verdensbilleder i Norden 1500-1800, København: Nordisk Ministerråd (2001), s. 71-86.
- Ole Borch mellem naturlig magi og moderne videnskab. Historisk Tidsskrift, bind 100, hæfte 1 (2000), s. 35-68.